# Wjatscheslaw Sawalnjuk
Wjatscheslaw Dmytrowytsch Sawalnjuk (ukrainisch В'ячеслав Дмитрович Завальнюк, russisch Вячеслав Дмитриевич Завальнюк/Wjatscheslaw Dmitrijewitsch Sawalnjuk; * 10. Dezember 1974 in Kiew, Ukrainische SSR) ist ein ehemaliger ukrainischer Eishockeyspieler.

## Karriere
Wjatscheslaw Sawalnjuk begann seine Karriere als Eishockeyspieler in seiner Heimatstadt bei SchWSM Kiew, für dessen Profimannschaft er von 1990 bis 1992 in der zweiten Spielklasse der Sowjetunion bzw. der GUS aktiv war. Anschließend spielte der Verteidiger drei Jahre lang für den Traditionsklub HK Sokol Kiew in der Internationalen Hockey-Liga, kam jedoch weiterhin gelegentlich für seinen Ex-Klub SHWSM Kiew in der zweiten Liga zum Einsatz. Von 1995 bis 1997 spielte er für den HK Dynamo Moskau, zunächst in der MHL, sowie in der Saison 1996/97 in der neu gegründeten Superliga. In der gleichen Spielzeit nahm er mit dem russischen Hauptstadtklub auf europäischer Ebene an der European Hockey League teil. Mit seiner Mannschaft scheiterte er dabei erst im Finale am finnischen Spitzenclub TPS Turku.
Von 1997 bis 2000 spielte Sawalnjuk je ein Jahr lang für die Superliga-Teilnehmer Neftechimik Nischnekamsk, Metallurg Nowokusnezk und SKA Sankt Petersburg. Die Saison 2000/01 verbrachte der ukrainische Nationalspieler bei Krylja Sowetow Moskau in der Wysschaja Liga, der zweiten russischen Spielklasse. In den folgenden drei Spielzeiten stand er bei seinem Ex-Klub SKA Sankt Petersburg in der Superliga auf dem Eis. Es folgten zwei Jahre beim HK Sibir Nowosibirsk, ehe der Olympiateilnehmer von 2002 zu Beginn der Saison 2006/07 zu Sewerstal Tscherepowez wechselte. Im Laufe der Spielzeit wurde er vom Topteam HK Metallurg Magnitogorsk verpflichtet, mit dem er in den Playoffs Russischer Meister wurde. Im Anschluss an diesen Erfolg beendete er im Alter von 33 Jahren seine Karriere.

### International
Für die Ukraine nahm Sawalnjuk im Nachwuchsbereich an der Junioren-C-Weltmeisterschaft 1993 sowie der Junioren-B-Weltmeisterschaft 1994 teil. Bei beiden Turnieren gelang ihm mit seiner Mannschaft der Aufstieg in die nächsthöhere WM-Gruppe. Im Seniorenbereich stand er im Aufgebot seines Landes bei den Weltmeisterschaften 1999, 2000, 2001, 2002, 2003, 2004, 2005, 2006 und 2007, sowie bei den Olympischen Winterspielen 2002 in Salt Lake City.

## Erfolge und Auszeichnungen
- 1993 Aufstieg in die B-Weltmeisterschaft bei der Junioren-Weltmeisterschaft
- 1994 Aufstieg in die A-Weltmeisterschaft bei der Junioren-Weltmeisterschaft
- 1997 2. Platz in der European Hockey League mit dem HK Dynamo Moskau
- 2007 Russischer Meister mit dem HK Metallurg Magnitogorsk